# Уолнат-Крик
Уолнат-Крик (англ. Walnut Creek, Ореховая речка) — город в округе Контра-Коста агломерации Область залива Сан-Франциско штата Калифорния США. Уолнат-Крик находится в 37 км (23 мили) на восток от Сан-Франциско и в 26 км (16 миль) от города Окленда.
Общая численность населения Уолнат-Крика по данным на 2010 год порядка 67 тысяч жителей, площадь — около 50,38  км² (19,45 кв. мили).